# Belle Baker
Belle Baker (née le 25 décembre 1893 ou 1895 à New York et décédée le 29 avril 1957 à Los Angeles, Californie) est une chanteuse et actrice américaine d'origine juive. Elle devint célèbre comme chanteuse de vaudeville se produisant à Broadway et dans de nombreuses boîtes de nuit, à la radio, à la télévision et au cinéma.

## Biographie

### Enfance
Belle Baker, née Bella Becker, est l'un des six enfants de Hyman et Sarah Becker. Ses parents ont émigré à New York, et dès l'âge de huit ans, Belle chante dans la rue, vend des fleurs et des journaux pour gagner quelques cents. Elle va à l'école publique mais la quitte à neuf ans pour gagner sa vie dans un atelier de confection. Mais son unique passion est le chant.
En 1910, à peine âgée de 17 ans, elle gagne déjà trois dollars par semaine au Peoples Music Hall. Jacob Adler, un des plus célèbres acteurs du théâtre yiddish, l'entend et l'engage pour jouer le rôle d'un jeune garçon dans un drame de Gordin, On a heym  (Le sans abri), et pour chanter entre les actes. Elle chante aussi dans les music-halls et boîtes de nuit de Lower East Side de New York. Plus tard, elle fera de nombreuses tournées aux États-Unis avec le théâtre yiddish.

### Carrière

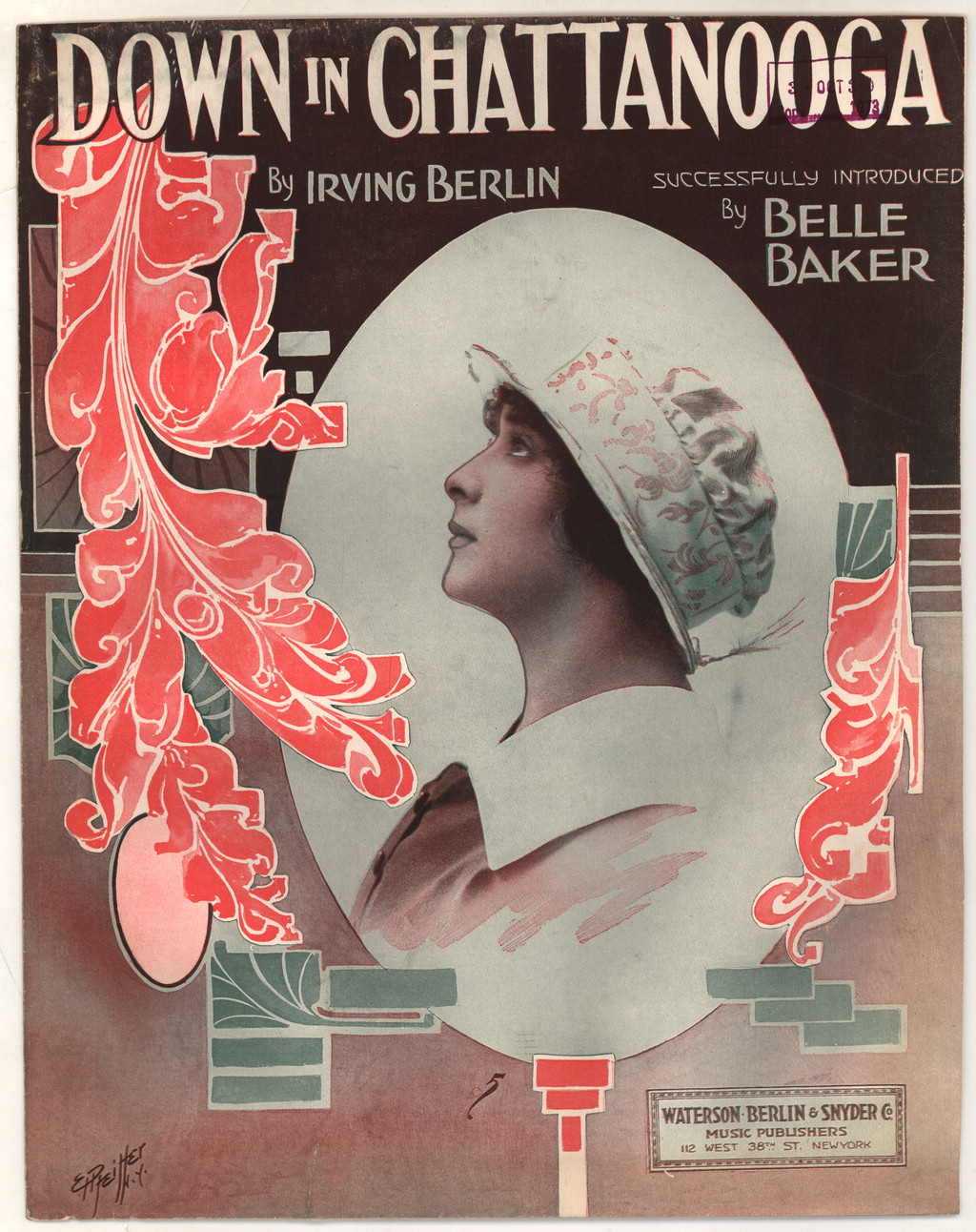
Partition de Down in Chattanooga d'Irving Berlin avec Belle Baker, 1913

Dans les années 1920, elle est surnommée la Ragtime Singer. Elle est la première artiste, en 1931, à enregistrer All of Me, de Gerald Marks et Seymour Simons, une des chansons populaires les plus enregistrées, devenue un standard de jazz. Elle est aussi la première personne à faire une émission radio à partir d'un train en marche.
En 1925, son amie la chanteuse Sophie Tucker lui présente la chanson en yiddish My Yiddishe Momme, qu'on lui a fait parvenir pour évaluation. Cette chanson profondément poignante, dont les paroles ont été écrites par Jack Yellen  et la musique par Yellen et  Lew Pollack, sera interprétée par Baker et par Tucker qui en feront chacune un immense succès populaire.

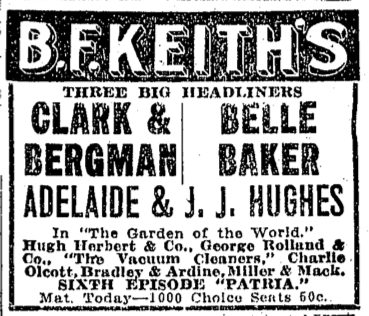
Publicité pour The Garden of the World avec Belle Baker au Keith's, Boston, Massachusetts, 1917

Baker possède une voix profonde et résonnante. À vingt ans, elle devient célèbre en jouant au Palace Theatre, partageant l'affiche avec Sarah Bernhardt. Elle se produit au Victoria Theatre d'Oscar Hammerstein I et en 1926, obtient le rôle principal dans la comédie musicale Betsy de Rodgers et Hart, produit par Florenz Ziegfeld. Belle Baker va personnellement imposer que la chanson Blue Skies écrite et mise en musique par Irving Berlin soit incorporée à la pièce. Lors de la première de la pièce, sous les applaudissements, elle devra chanter 24 fois la chanson.  
Elle apparait dans plusieurs productions des Ziegfeld Follies et en 1933, elle se produit à la radio pour la Columbia Network. En 1935, elle se rend en Angleterre où elle chante entre autres, devant le Prince de Galles.
Au cinéma, elle joue dans Song of Love (1929) et Charing Cross Road (1935), En 1944, elle joue son propre rôle dans Atlantic City.

### Vie personnelle
Baker se marie à l'âge de seize ans avec son producteur et manageur Lew Leslie. Le couple divorce en 1918, et en 1919, elle se remarie avec le compositeur Maurice Abrahams (1883–1931) qui lui écrit les chansons I'm Walking with the Moonbeams (Talking to the Stars) et Take Everything But You pour le film Song of Love. Le couple a un enfant, Herbert Baker, qui deviendra scénariste. Abraham meurt en 1931, ce qui affecte profondément Belle Baker qui, pendant plus d'un an, va arrêter de se produire sur scène.
Le 21 septembre 1937, elle épouse Elias H. Sugarman, éditeur du magazine Billboard magazine, consacré à l'industrie du disque. Le couple divorce en 1941.
Sa dernière apparition publique remonte à 1955, pour le show télévisé This Is Your Life. Baker passe les dernières années de sa vie à Beverly Hills (Los Angeles en Californie). 
Elle décède d'une crise cardiaque le 25 avril 1957 au Centre médical Cedars-Sinai à Los Angeles. Son fils ramène son corps à New York où elle est enterrée près de Maurice Abrahams, dans un grand mausolée, au Mount Judah Cemetery dans le Bronx.
Consciente du milieu d'où elle était issue, Belle Baker s'est dévouée toute sa vie pour les pauvres, les personnes âgées et les malades de la communauté juive. Elle était membre et donatrice du Deborah Jewish Consumptive Relief Society, du Hebrew Convalescent Home, du Hebrew Home of the Aged of Harlem, du Home of the Daughters of Jacob, du Jewish Consumptive Relief Society de Denver, du Beth Abraham Home for Incurables et du Hebrew National Orphan Home. Sur le plan professionnel, elle siégeait au conseil de direction de l'American Federation of Actors et du Jewish Theatrical Guild of America.

## Filmographie
- 1929 : Song of Love[5],[8]
- 1935 : Charing Cross Road[6],[9]
- 1944 : Atlantic City[7],[10]

## Discographie partielle
Discographie partielle, :

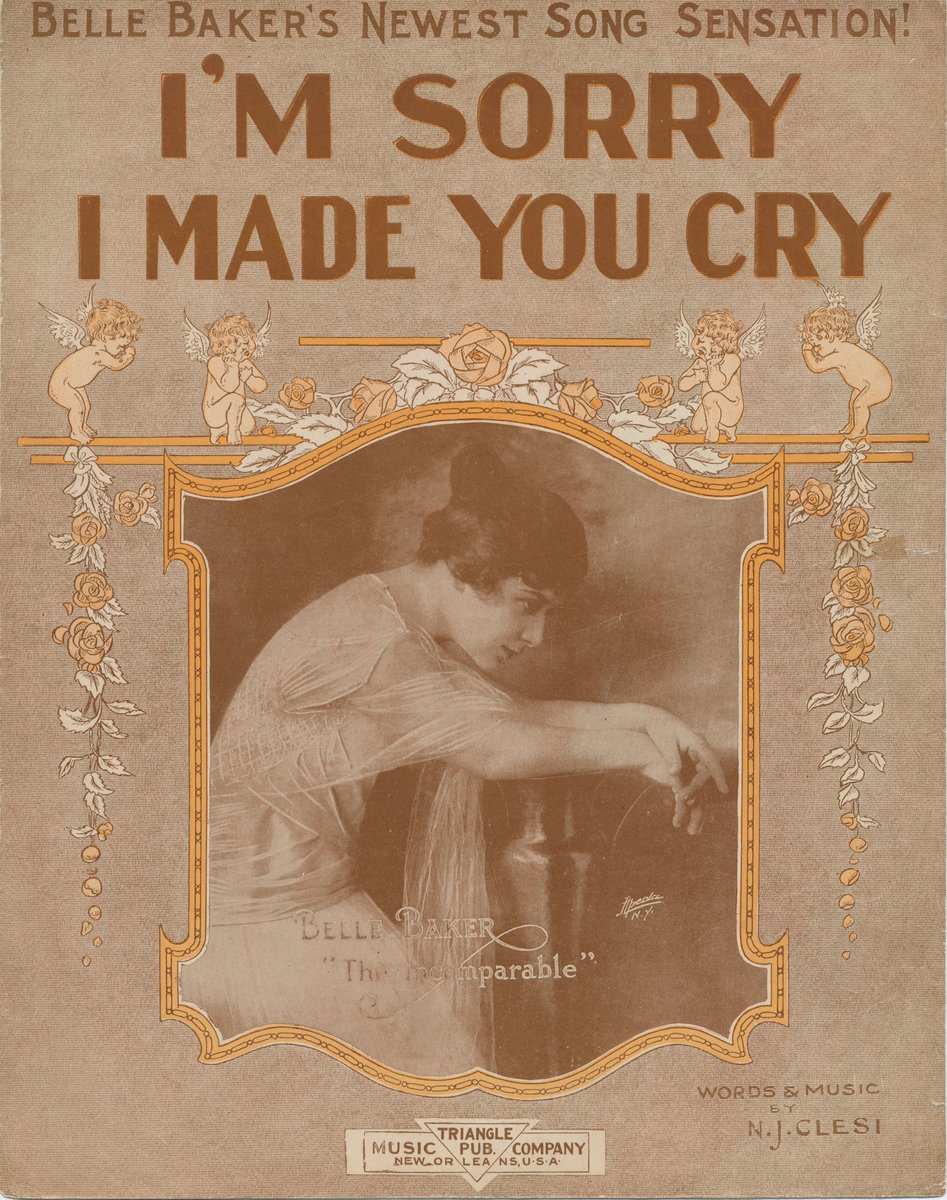
Belle Baker sur la couverture de la partition du succès de Nick Clesi I'm Sorry I Made You Cry, 1916

- Belle Baker sur la couverture de la partition du succès de Nick Clesi  I'm Sorry I Made You Cry, 1916Duvid Hamelech's Fidel [King David's Fiddle]; parolier: Sigmund Mogulesco.
- Bei Mir Bist du Schön [To Me You Are So Beautiful]
- As Long as Love Lives on; label: Brunswick; date d'enregistrement: 24 août 1932; numéro catalogue: 6369.
- Baby your Mother (like she babied you); label: Brunswick; date d'enregistrement: 5 novembre 1927; numéro catalogue: 3706.
- Cheer up; label: Brunswick; date d'enregistrement: 1er juin 1930; numéro catalogue: 4843.
- Cryin' for the Carolines; compositeurs:  H.Warren, S. Lewis et Joe Young; label: Brunswick; date d'enregistrement: 5 février 1930; numéro catalogue: 4714.
- Free; label: MGM; numéro catalogue: 10643
- I Still Go on Wanting You; compositeurs: Grossman, Kippel et Sizemore; label: Brunswick; date d'enregistrement: 1er décembre 1929; numéro catalogue: 4624.
- If I had a Talking Picture of You; compositeurs: DeSylva; Brown et Henderson; label: Brunswick; date d'enregistrement: 1er septembre 1929; numéro catalogue: 4550.
- I'll Always be in Love with You; abel: Brunswick; date d'enregistrement: 1er avril 1929; numéro catalogue: 4313.
- I'm a Dreamer, aren't we All?; compositeurs: DeSylva; Brown et Henderson; label: Brunswick; date d'enregistrement: 1er septembre 1929; numéro catalogue: 4550.

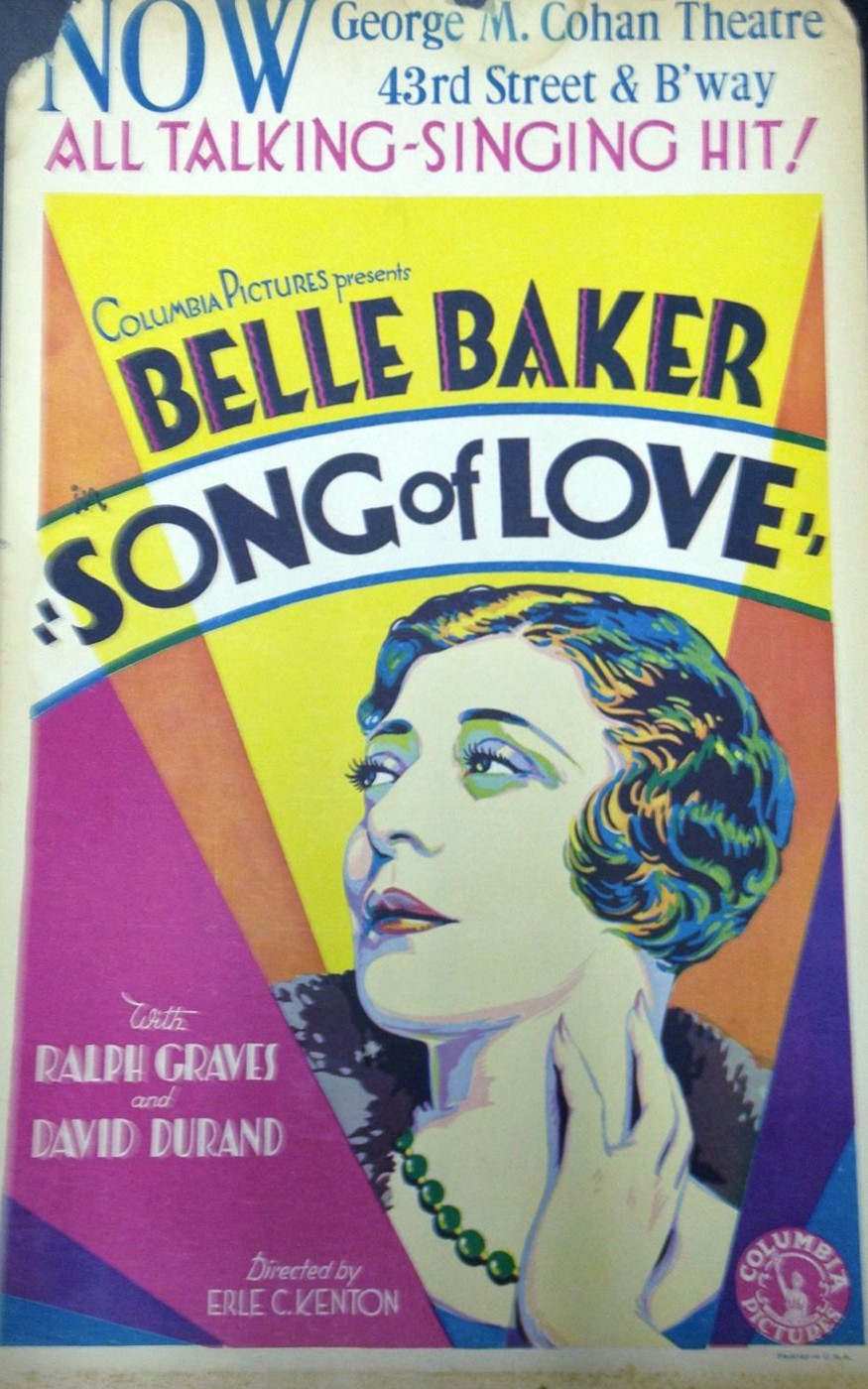
Affiche pour le film musical Song of Love, 1929

- Affiche pour le film musical Song of Love, 1929I'm Needin' You; label: Brunswick; date d'enregistrement: 1er juin 1930; numéro catalogue: 4843.
- I'm Walking with Moonbeams; compositeurs: Gordon, Rich et Abrahams; label: Brunswick; date d'enregistrement: 1er septembre 1929; numéro catalogue: 4558.
- I've got the 'Yes, we have no Bananas' Blues; compositeurs: Robert King  et  James F. Hanley;  labels: Victor / Gramophone; date d'enregistrement: 27 août 1923;
- In a Shanty in Old Shanty Town; compositeurs: Joe Youbg, Jack Little et John Siras; label: Brunswick; date d'enregistrement: 24 août 1932; numéro catalogue: 6369.
- Jubilee Blues; compositeur: Maurice Abrahams; parolier: Henry Creamer; label: Victor; date d'enregistrement: 27 août 1923;
- Laughing at Life; label: Brunswick; date d'enregistrement: 1er octobre 1930; numéro catalogue: 4962.
- Love (your spell is everywhere); compositeurs: Goulding et Janis; label: Brunswick; date d'enregistrement: 1er décembre 1929; numéro catalogue: 4624.
- My Man (Mon homme); date d'enregistrement: 19 octobre 1928; numéro catalogue: 4086.
- My Sin; compositeurs: DeSylva; Brown et Henderson; label: Brunswick; date d'enregistrement: 1er avril 1929; numéro catalogue: 4343.
- Old Fashioned Lady; label: Brunswick; date d'enregistrement: 1er avril 1929; numéro catalogue: 4313.
- One I Love Just Can't be Bothered with Me; label: Brunswick; date d'enregistrement: 5 février 1930; numéro catalogue: 4714.

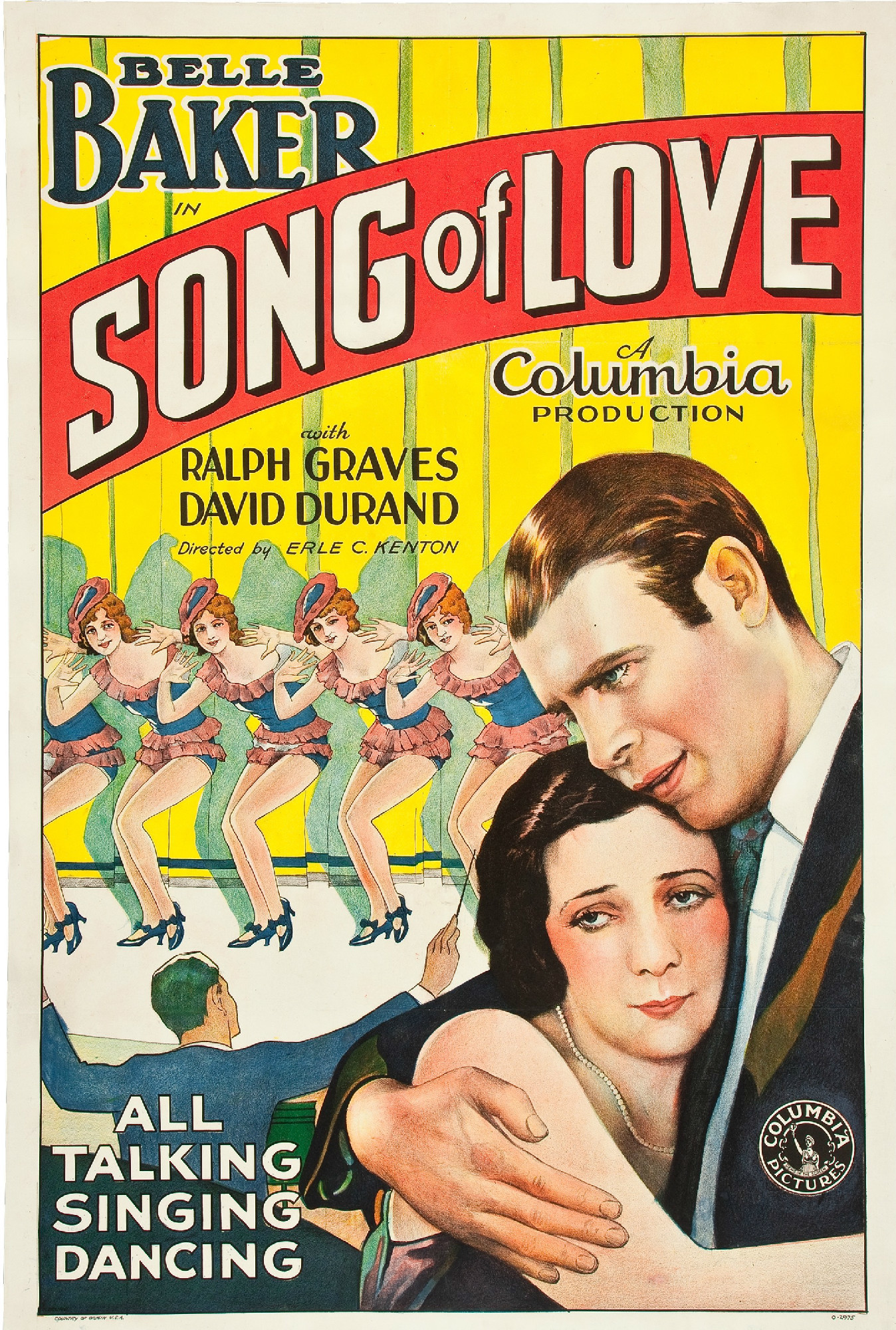
Autre affiche pour Song of Love, 1929

- Autre affiche pour Song of Love, 1929One more Night; compositeur: J. Johnson; label: Brunswick; date d'enregistrement: 1er février 1928; numéro catalogue: 3815.
- Sing you Sinners; label: Brunswick; date d'enregistrement: 1er mars 1930; numéro catalogue: 4765.
- Sweetheart of my Student Days; label: Brunswick; date d'enregistrement: 1er octobre 1930; numéro catalogue: 4962.
- Take Everything but You; compositeurs: Abrahams et Colby; label: Brunswick; date d'enregistrement: 1er septembre 1928; numéro catalogue: 4558.
- That's how I Fell about You; label: Brunswick; date d'enregistrement: 19 octobre 1928; numéro catalogue: 4086.
- There must be a Silver Lining; label: Brunswick; date d'enregistrement: 1er février 1928; numéro catalogue: 3815.
- There must be Somebody Else; label: Brunswick; date d'enregistrement: 5 novembre 1927; numéro catalogue: 3706.
- Underneath the Russian Moon; label: Brunswick; date d'enregistrement: 1er avril 1929; numéro catalogue: 4343.
- You Brought a New Kind of Love to Me; compositeurs: Fain, Kahal, Normal "Big Pond"; label: Brunswick; date d'enregistrement: 1er mars 1930; numéro catalogue: 4765.

## À écouter
- Six chansons de Belle Baker sur Archives Botar
- 21 chansons de Belle Baker sur: Internet Archive

## Galerie

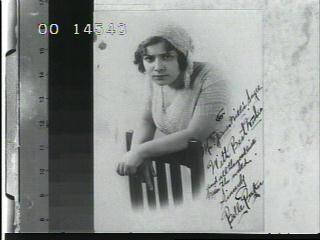
1913
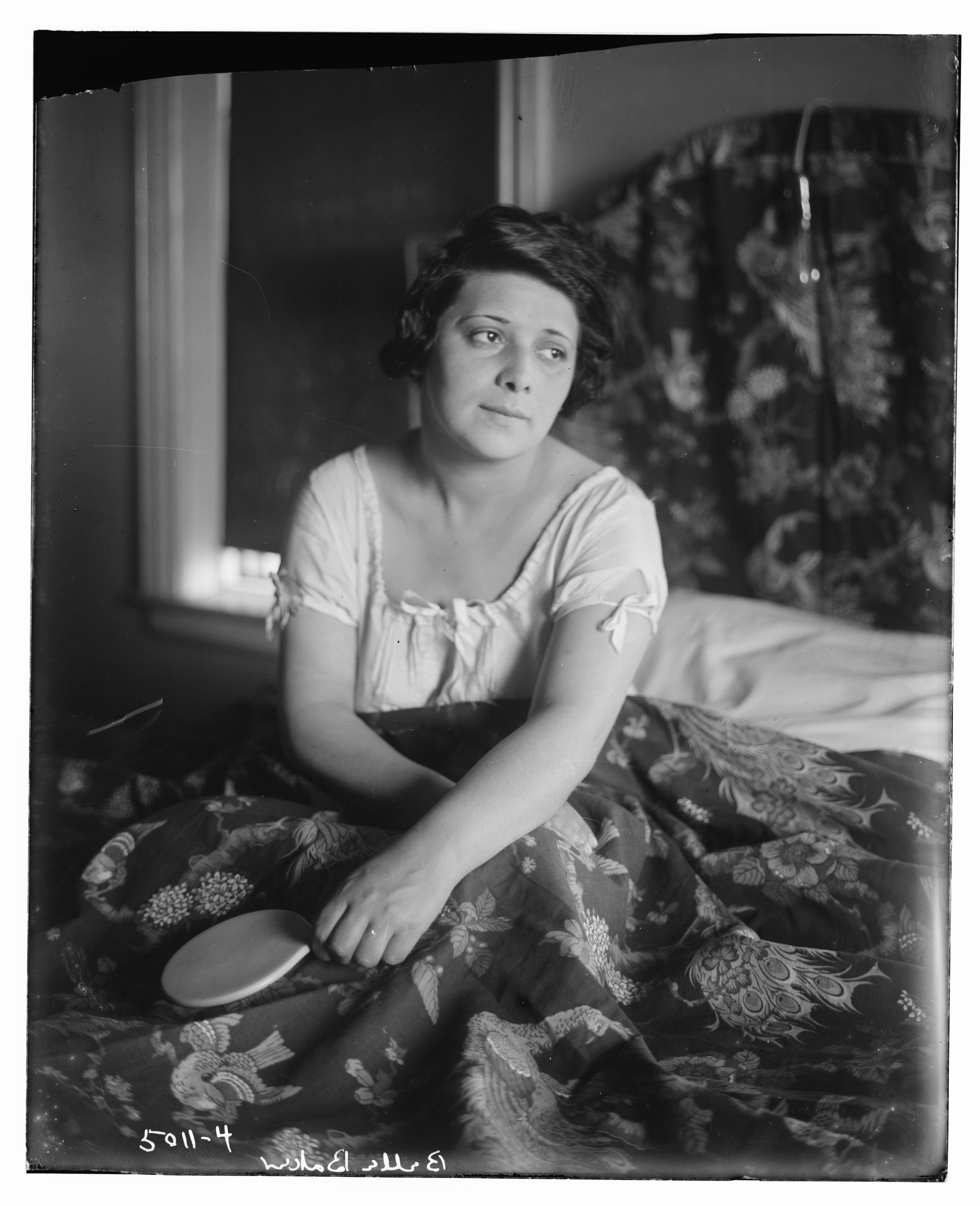
1915
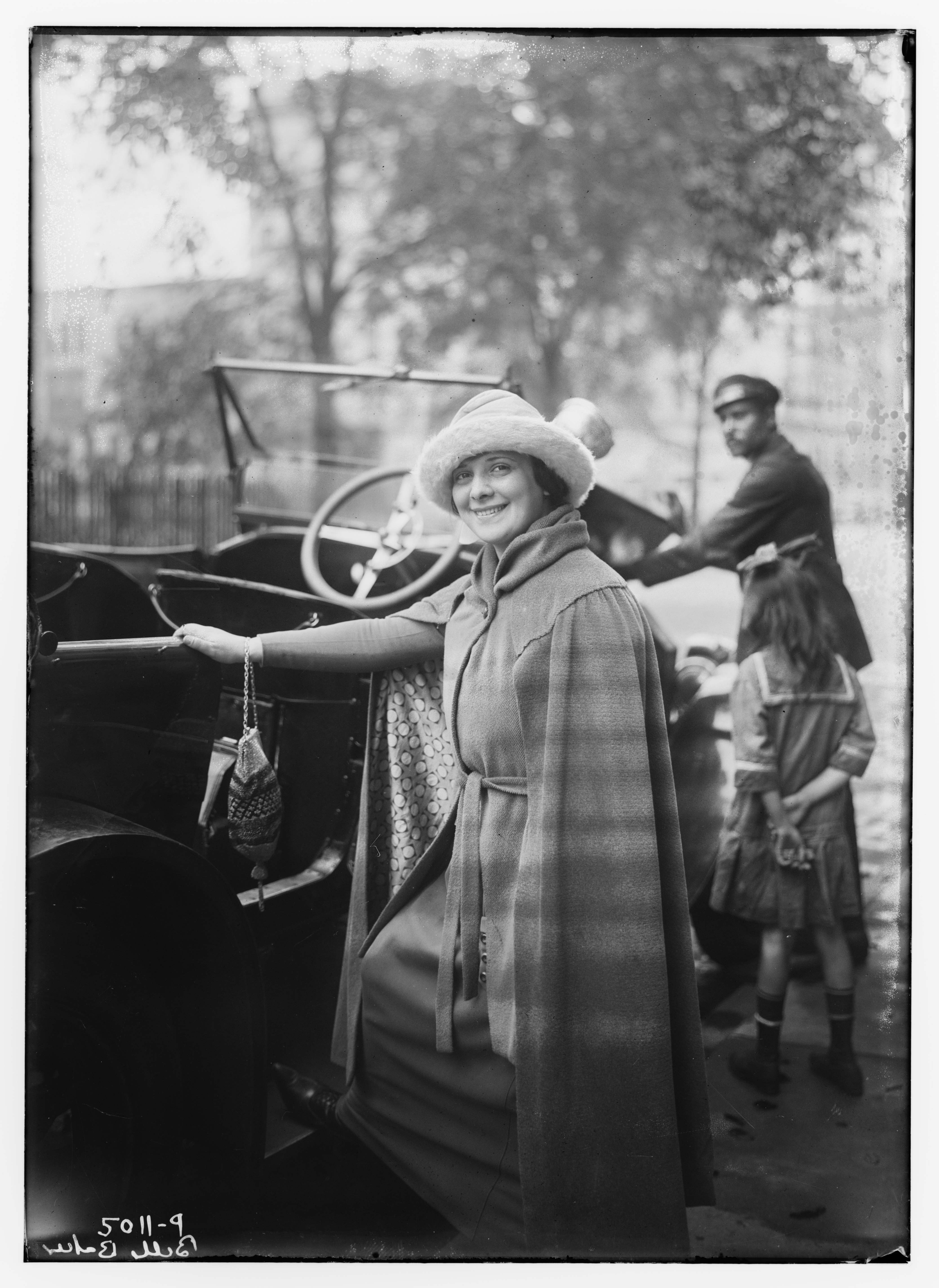
1915
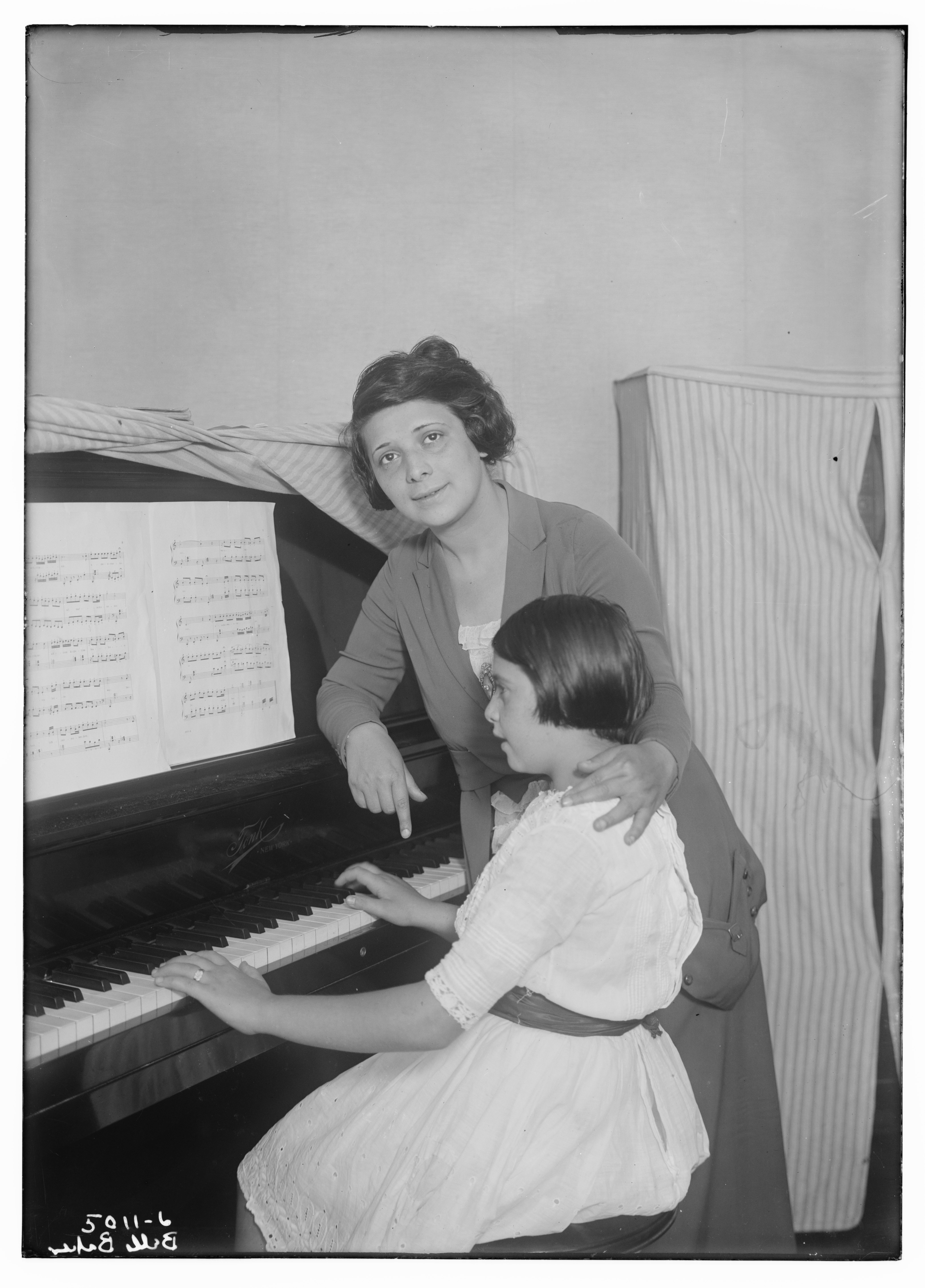
1915
1915
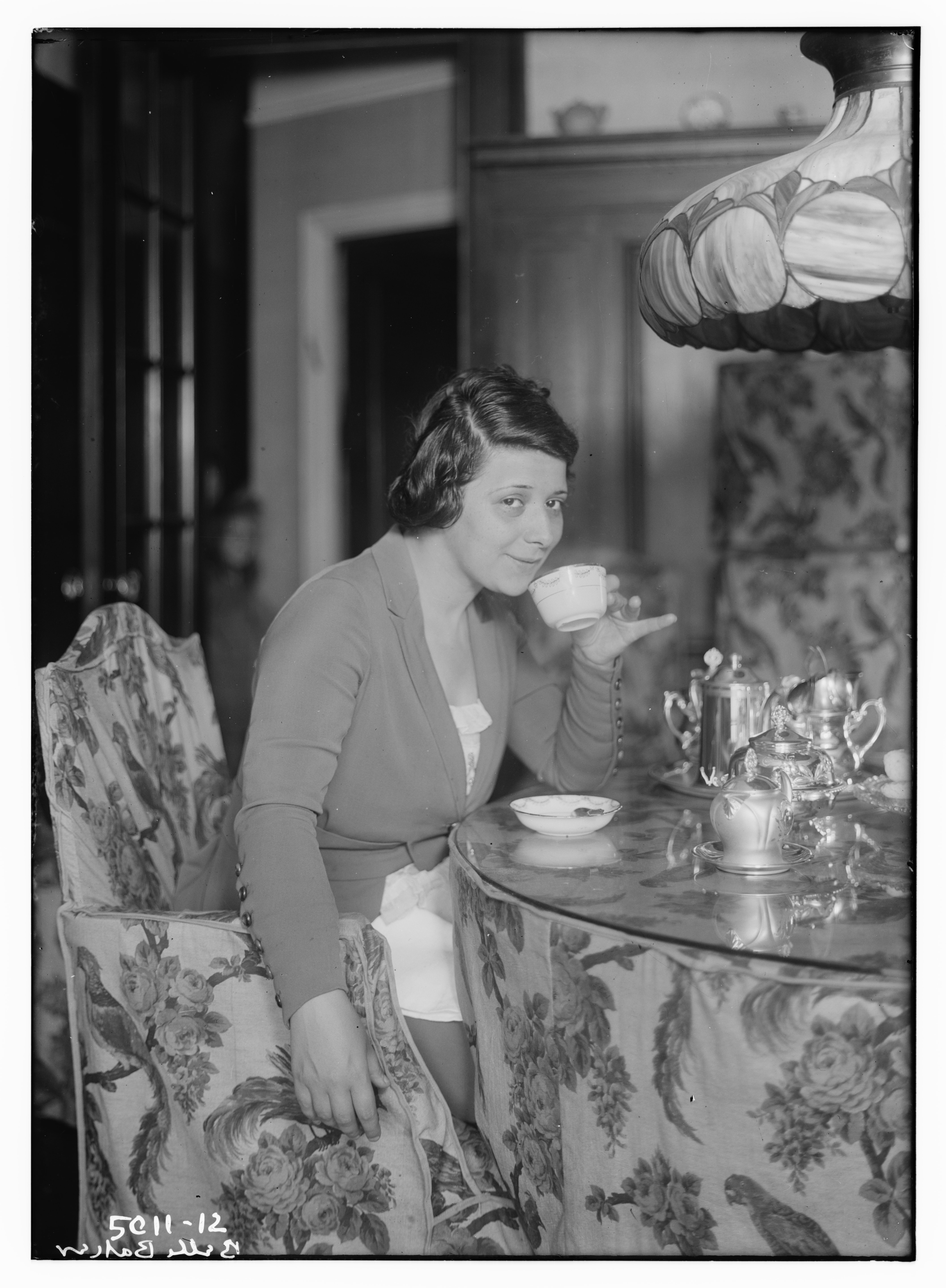
1919
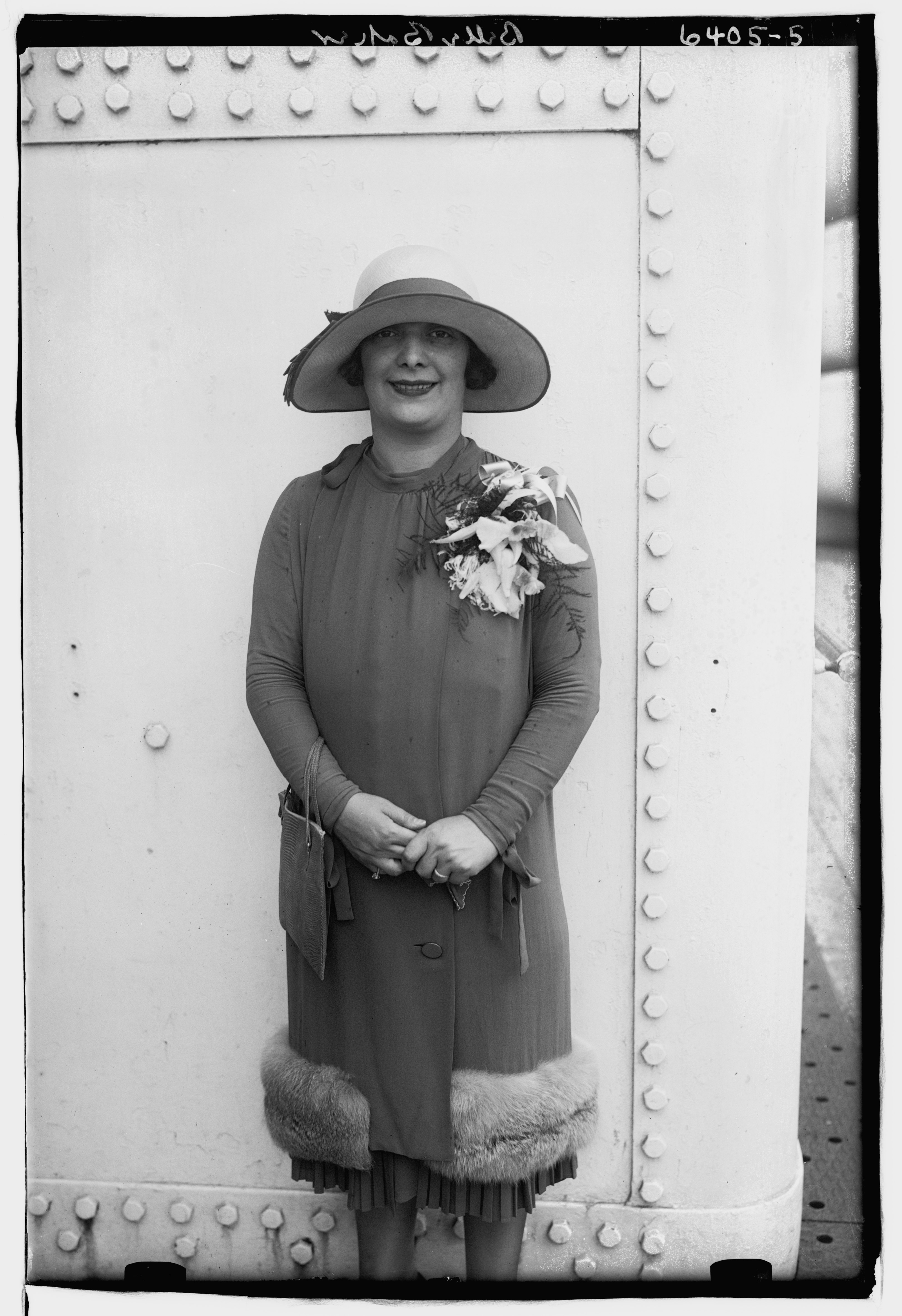
v. 1900